# Пентозурия
Пентозурия —  повышенное содержание в моче пентоз. Пентозурия может быть вызвана как употреблением в пищу фруктов, содержащих значительное количество пентоз (алиментарная пентозурия), так и нарушением углеводного обмена (идиопатическая пентозурия).
Пентозурия впервые была описана в 1892 г. у пациента, моча которого давала положительную пробу на восстанавливающие сахара и отрицательную - на ферментирование дрожжами, то есть сахар, содержащийся в моче, не являлся глюкозой. В дальнейшем было показано, что состояние пентозурии может быть временным, вызванным приемом в пищу фруктов или фруктовых соков, содержащих большое количество растительных пентозанов, так и постоянным; в последнем случае было обнаружено, что случаи пентозурии ассоциированы с этнической принадлежностью пациентов, что позволило предположить наследственный характер постоянной пентозурии.

## Идиопатическая пентозурия
Идиопатическая пентозурия проявляется в экскреции с мочой L-ксилулозы в количестве 1-4 г в сутки и обусловлена нарушением «стыка» глюкуронового пути обмена глюкозы и пентозофосфатного пути: в норме L-ксилулоза синтезируется из 3-кетогулоновой кислоты в глюкуроновом цикле и далее изомеризуется в D-изомер, включаемый в пентозофосфатный путь обмена углеводов. Изомеризация L-ксилулозы в D-ксилулозу идет через промежуточное образование ксилита и катализируется L-ксилулозоредуктазой (НАДФ-зависимой ксилитдегидрогеназой  КФ 1.1.1.10).
В организме человека присутствуют две изоформы L-ксилулозоредуктазы - главная, локализованная в митохондриях и цитозоле, и минорная, локализованная только в цитозоле. Идиопатическая пентозурия вызывается недостатком главной изоформы, кодируемой геном DCXR, локализованном в 17-й хромосоме (локус 17q25.3).
Идиопатическая пентозурия наследуется по аутосомно-рецессивному типу и встречается преимущественно у евреев (1 на 2 - 2.5 тыс. среди евреев в США).

## Алиментарная пентозурия
Алиментарная пентозурия может проявляться после употребления в пищу большого количества слив, вишен, винограда и фруктовых соков, при этом с мочой экскретируются неметаболизированные растительные пентозы - арабиноза и ксилоза. Поскольку эти моносахариды являются альдопентозами, т.е. восстанавливающими сахарами, то они могут дать ложно-положительный результат при определении глюкозы в моче с использованием окисляющих реактивов (пробы Гайнеса, Бенедикта, Нидлендера).